# Authaemon stenonipha
Authaemon stenonipha là một loài bướm đêm trong họ Geometridae.